# Vörösvállú gébics
A vörösvállú gébics (Lanius vittatus) a madarak osztályának verébalakúak (Passeriformes) rendjébe és a gébicsfélék (Laniidaee) családjába tartozó  faj.

## Rendszerezése
A fajt Achille Valenciennes francia zoológus írta le 1826-ban.

## Alfajai
- Lanius vittatus nargianus Vaurie, 1955
- Lanius vittatus vittatus Valenciennes, 1826[2]

## Előfordulása
Afganisztán, Bhután, az Egyesült Arab Emírségek, India, Irán, Nepál, Omán, Srí Lanka, Pakisztán, Türkmenisztán területén honos. Természetes élőhelyei a szubtrópusi és trópusi sivatagok, szavannák és cserjések, sziklás környezetben, valamint legelők, szántóföldek és városi régiók. Vonuló faj.

## Megjelenése
Testhossza 19 centiméter, testtömege 18-26 gramm.
|  |

## Szaporodása
Fészekalja 3-5 tojásból áll.

## Természetvédelmi helyzete
Az elterjedési területe rendkívül nagy, egyedszáma pedig stabil. A Természetvédelmi Világszövetség Vörös listáján nem fenyegetett fajként szerepel.